# Bet〜追憶のRoulette〜
「Bet〜追憶のRoulette〜」（ベット〜ついおくのルーレット〜）は2012年7月11日にリリースされたaccessの21stシングル。発売元はDarwin Record。

## 概要
累計売上は0.6万枚を記録。オリコン週間シングルチャートでは17thシングル「Dream Runner」以来4年ぶりにトップ20入りを逃がした。同インディーズチャートでは18thシングル「Higher Than Dark Sky」から前作「Wild Butterfly」まで3作連続で1位を獲得していたが、今作では売上枚数の激減により2位に終わった。タイトル曲は7thアルバム『Secret Cluster』にアルバムバージョンが収録されているほか、リミックスアルバム『Re-Sync Cluster』にDemon Angel re-sync styleとして収録されている。

## 収録曲
1. Bet〜追憶のRoulette〜
  - 作詞：貴水博之　作曲・編曲：浅倉大介
2. Let me go
  - 作詞：貴水博之　作曲・編曲：浅倉大介
3. Bet〜追憶のRoulette〜 (Instrumental)